# リュグマジョー
リュグマジョー（カタルーニャ語: Llucmajor: カタルーニャ語発音: [ʎuɡməˈʒo, ʎumːəˈʒo], スペイン語: Lluchmayor）は、スペイン・バレアレス諸島州のムニシピ。マヨルカ島南部に位置する。公式名はカタルーニャ語名のLlucmajor。

## 地理

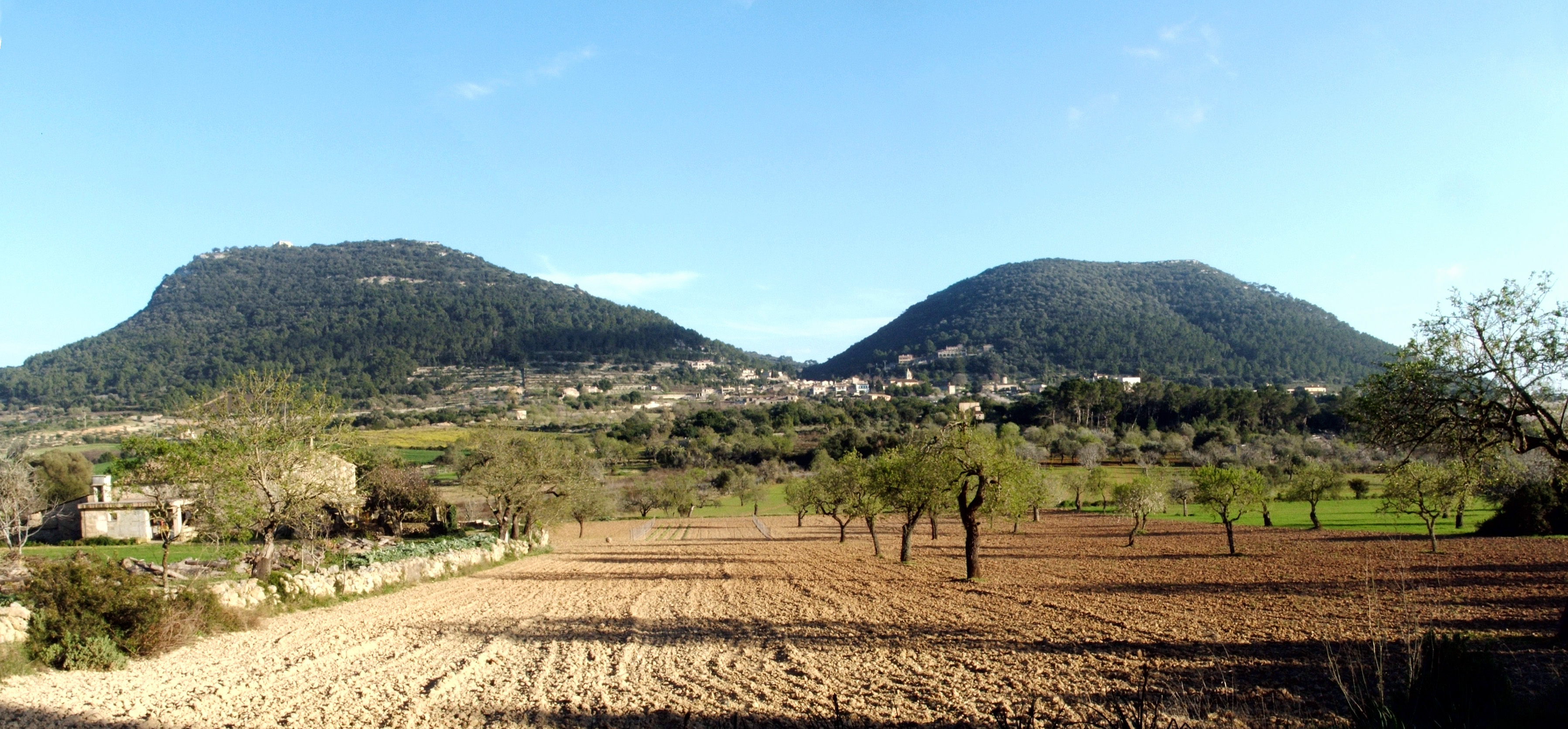
ランダ山

リュグマジョーの自治体はパルマ・デ・マヨルカの南東に接している。リュグマジョー地区の北東には特徴的な形状のランダ山があり、この山は13世紀の哲学者・ラモン・リュイが改心後に苦行を行ったことで知られている。自治体の面積は327.33km2であり、バレアレス諸島州でもっとも面積の大きな自治体である。2015年の人口は34,618人。

### 地区
自治体名と同名のリュグマジョー地区、サラナール地区、カーラ・ブラーバ地区、カーラ・ピ地区など16の地区からなる。中心となる地区はリュグマジョー地区であり、自治体庁舎が置かれている。リュグマジョー地区は地中海から約15km内陸にあり、パルマ・デ・マヨルカとマヨルカ島東岸のサンタニーを結ぶMa-19号線沿いにある。サラナール地区、サ・トーレ地区、バディア・グラン地区、バディア・ブラーバ地区などは地中海岸にあり、サラナール地区はヨットハーバーを有する。
| - リュグマジョー地区（13,044人） - サラナール地区（10,303人） - サ・トーレ地区（2,742人） - バディア・グラン地区（1,988人） - バディア・ブラーバ地区（1,727人） - ラス・パルマレス地区（1,268人） - マイオリス・デシマ地区（993人） - 人口は2009年。 | - プッチ・ダ・ロス地区（984人） - ソン・ベリ・ノウ地区（819人） - カーラ・ピ地区（596人） - トゥリェリック地区（525人） - サスタニョール・デ・ミグジョルン地区（377人） - カーラ・ブラーバ地区（357人） - ベリャビスタ地区（355人） |

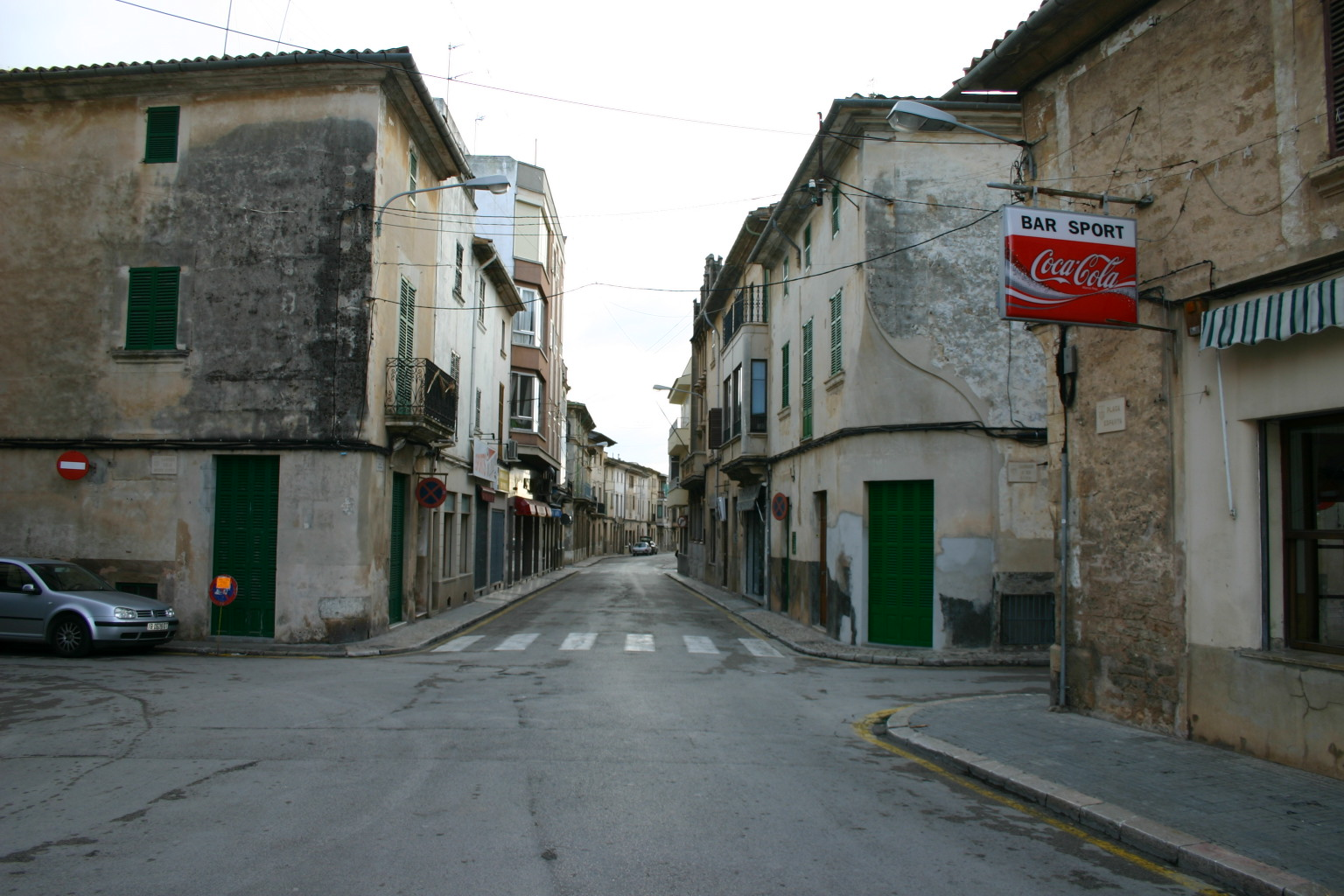
内陸部にあるリュグマジョー地区の街並み
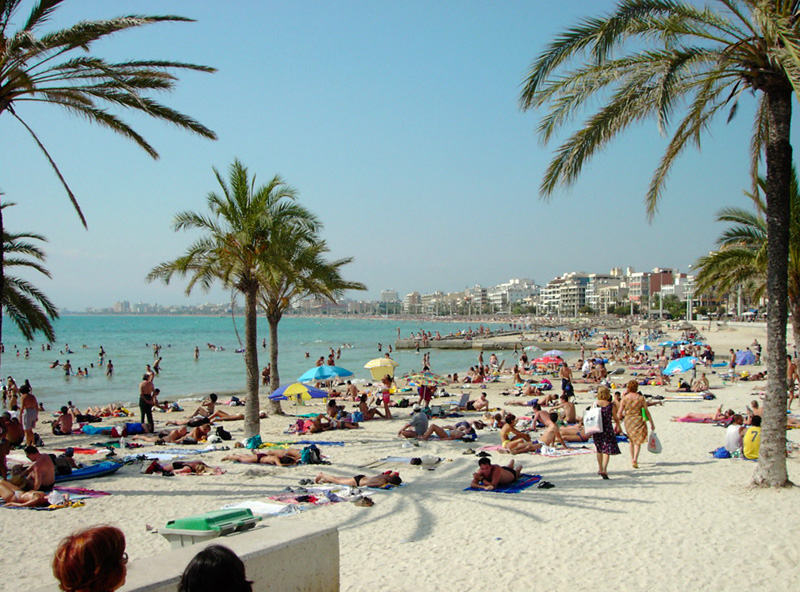
地中海岸にあるサラナール地区のビーチ（奥はパルマ市街地）
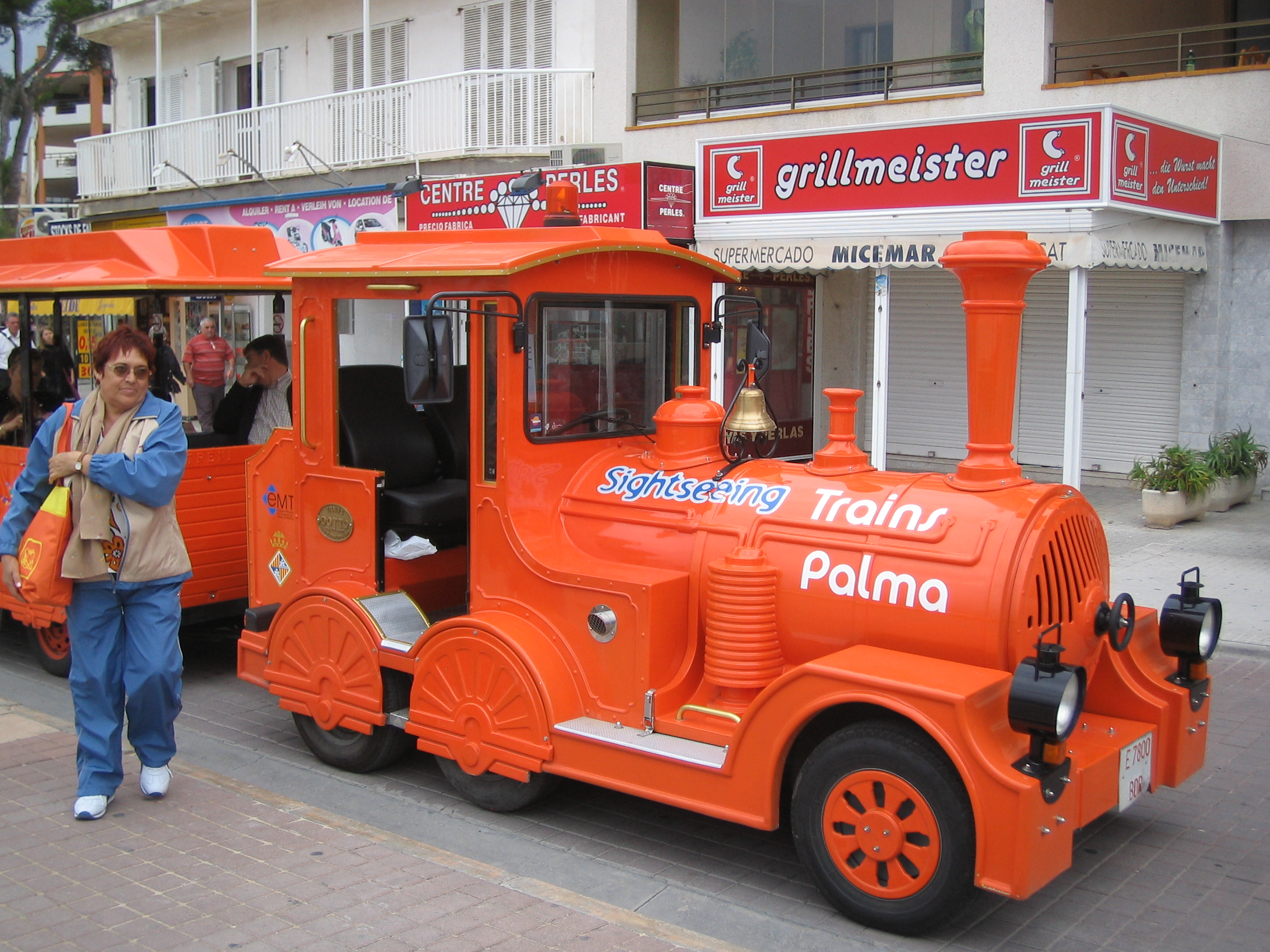
サラナール地区の機関車風バス
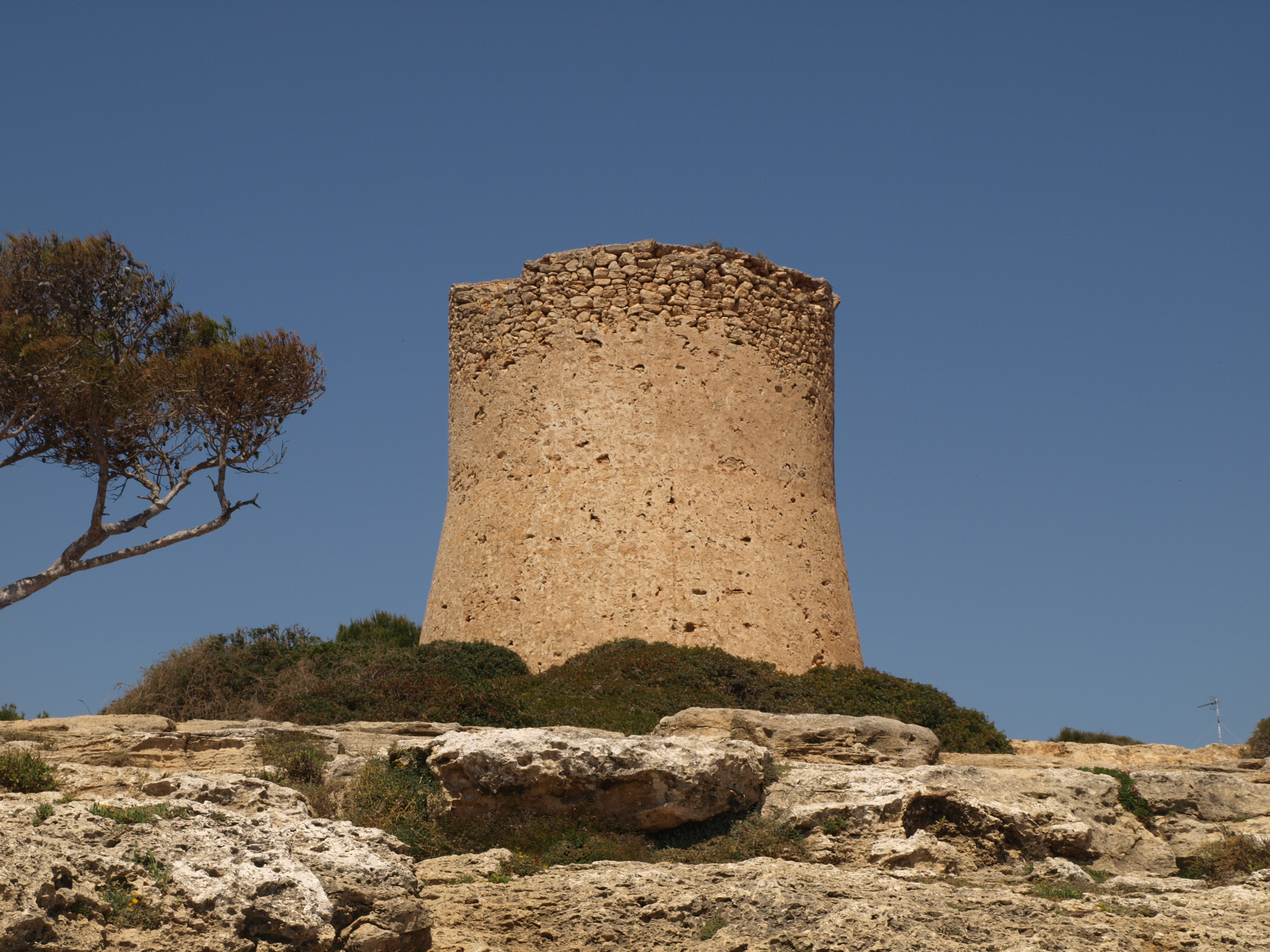
カーラ・ピ地区にある物見櫓
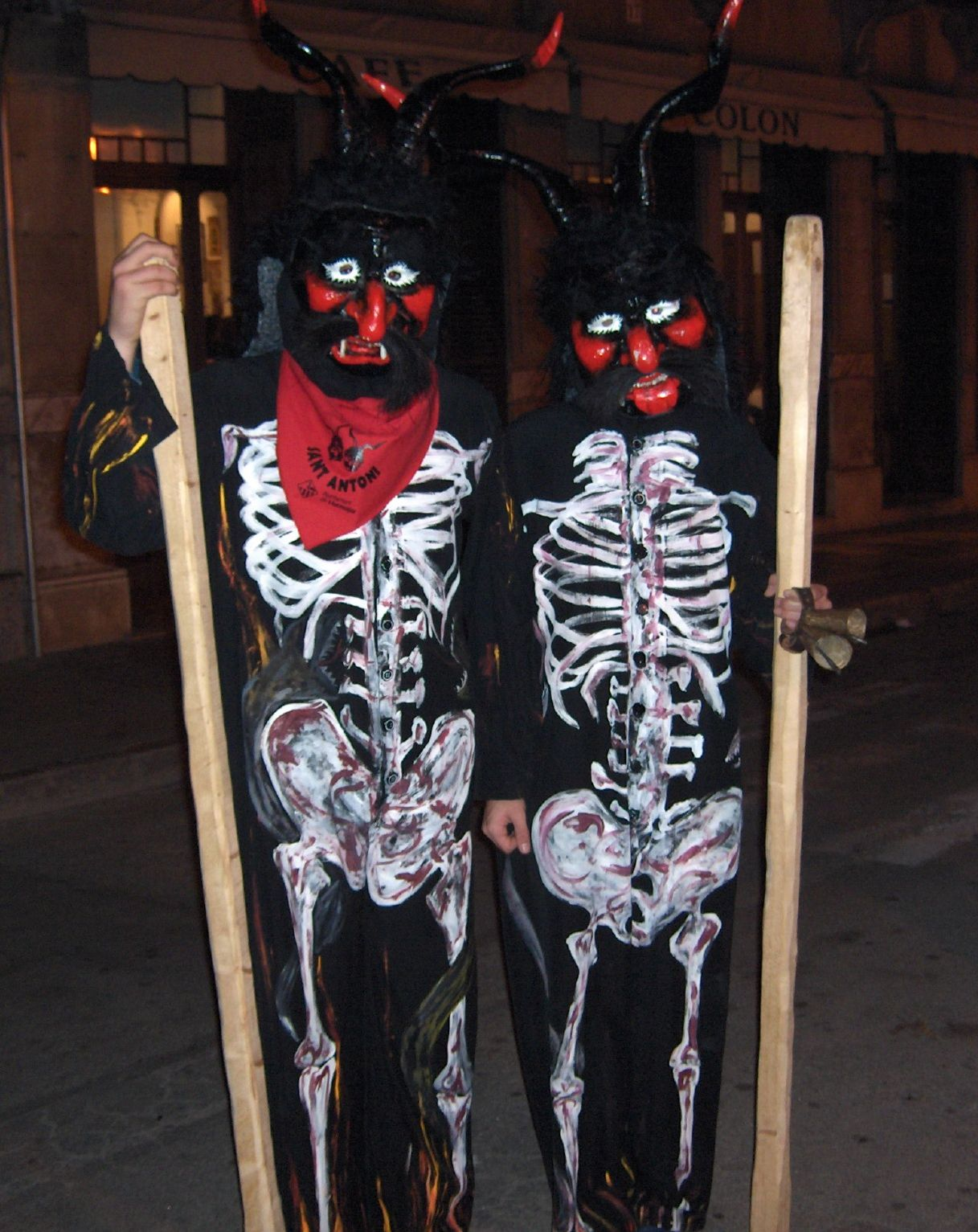
練り歩く悪魔たち

## 歴史

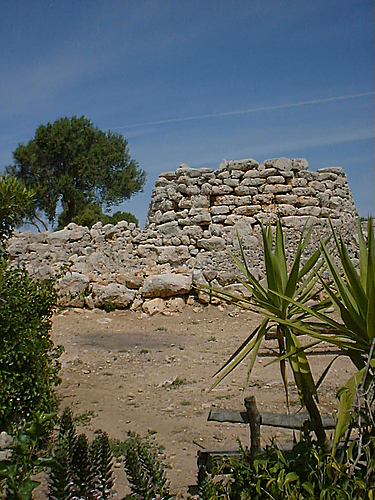
タライオティック文化の遺跡

リュグマジョーは「大きな森」を意味するラテン語の「lucus maioris」に由来するとされる。リュグマジョーの南には先史時代の遺跡があり、この遺跡は青銅器時代の活動で知られている。鉄器時代にはマヨルカ島有数の集落があり、タライオティック文化が栄えた。その後はフェニキア人、ギリシア人、カルタゴ人、ローマ人がこの地域で影響力を有した。マヨルカ島は902年にイスラーム教徒のコルドバ首長国の支配下に入り、モントゥイリの町の傘下でリュグマジョーにはイスラーム教徒の農場が存在した。
1229年にはキリスト教徒のアラゴン王ハイメ1世がマヨルカ島を征服。1259年にはリュグマジョーに初めて教会が建設された。1300年にはマヨルカ王ジャウメ2世によって「町」の称号が与えられた。1349年にはアラゴン王ペドロ4世がマヨルカ王ジャウメ3世を破り、マヨルカ王国の独立は終わりを告げた。1349年10月25日に起こったリュグマジョーの戦いでは、ジャウメ3世がリュグマジョー北東の戦場で殺されている。当初、ジャウメ3世はリュグマジョーの教区教会に埋葬されたが、今日ではパルマ・デ・マヨルカのパルマ大聖堂に埋葬されている。

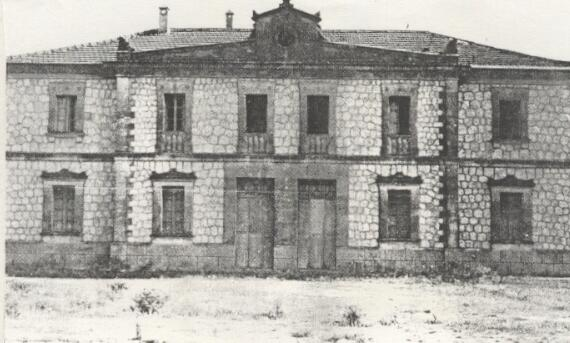
1916年から1964年まで存在したリュグマジョー駅

1543年、カルロス1世はリュグマジョーに「市」の称号を与え、水曜日と金曜日に市場を開く権利を与えた。14世紀から18世紀にはマヨルカ島の沿岸に海賊が頻出し、いくつもの物見櫓が建設された。17世紀にはサン・ボナベントゥーラ修道院が建設され、フランシスコ会によって別の修道院も建設された。1781年にはサン・ミケル教区教会の建設が始まり、イシドロ・ゴンサーレス・ベラスケスが設計した。
1916年10月3日の王令ではアルフォンソ13世によって「市」の称号が与えられた。1916年10月には新たな市場が建設され、パルマとサンタニーを結ぶ鉄道が開通してリュグマジョーにも駅が設けられた。同年11月にはこの地域初の発電所「エル・ポルベニール」が完成した。1964年にはパルマとサンタニーを結ぶ鉄道が廃線となり、リュグマジョー駅も廃止された。

## 経済
20世紀最初の10年間には多くの土地が分割され、それらの土地にはアーモンドの木が植えられた。20世紀には靴製造の中心地として発展したが、今日では靴製造は実質的に消滅しており、その他の工業が主体となっている。バレアレス諸島やカナリア諸島などで定期便を運航していたエア・ヨーロッパは、リュグマジョー市街地の2km西にある工業地域に本社を置いている。この工業地域はMa-19号線に直結しており、ワインの卸売業者であるムンディドリンクス、自動車修理のマヨルカ・カルテックなども立地している。

## 行政
| 任期      | 首長名                                                    | 政党 |
| --------- | --------------------------------------------------------- | ---- |
| 1979–1983 | Miguel Clar Lladó                                         | UCD  |
| 1983–1987 | Antonio Zanoquera Rubí                                    | AP   |
| 1987–1991 | Joan Montserrat Mascaró                                   | PSOE |
| 1991–1995 | Gaspar Oliver Mut                                         | PP   |
| 1995–1999 | Gaspar Oliver Mut                                         | PP   |
| 1999–2003 | Lluc Tomás Munar                                          | PP   |
| 2003–2007 | Lluc Tomás Munar                                          | PP   |
| 2007–2011 | Lluc Tomás Munar(07-08) Joan Cristòfol Jaume Mulet(08-11) | PP   |
| 2011–2015 | Joan Cristòfol Jaume Mulet                                | PP   |
| 2015–2019 | Jaume Tomàs Oliver                                        | MES  |
| 2019–2023 | n/d                                                       | n/d  |
| 2023–     | n/d                                                       | n/d  |

## 出身者
- ヘロニモ・ボスカーナ（スペイン語版）(1776-1831) : フランシスコ会修道士。カリフォルニアで宣教。
- パレ・ダ・ソン・ガイ（スペイン語版）(1895-1965) : 発明家。ヘリコプターに似た飛行器具を設計。